# Conus colmani
Espèce
Statut de conservation UICN

 DD  : Données insuffisantes
Conus colmani est une espèce de mollusques gastéropodes marins de la famille des Conidae.
Comme toutes les espèces du genre Conus, ces escargots sont prédateurs et venimeux. Ils sont capables de « piquer » les humains et doivent donc être manipulés avec précaution, voire pas du tout.

## Description
La taille d'une coquille adulte varie entre 35 mm et 52 mm.

## Distribution
Cette espèce marine est endémique à l'Australie et se trouve au large de Queensland.

### Niveau de risque d’extinction de l’espèce
Selon l'analyse de l'UICN réalisée en 2011 pour la définition du niveau de risque d'extinction, cette espèce est endémique de l'Australie où elle se trouve autour des récifs Swain, dans la partie sud de la Grande Barrière de Corail. Il existe peu d'informations concernant sa population et son habitat/écologie car elle n'est prélevée que sur des spécimens morts. Cependant, il n'y a pas de menaces majeures connues pour l'affecter et le changement des méthodes de pêche et la réduction des prises accessoires globales dans les pêcheries australiennes ont eu un impact positif sur cette espèce et ont réduit la quantité de prises. Elle est inscrite comme Données insuffisantes jusqu'à ce que l'on en sache plus sur cette espèce et que des spécimens vivants soient collectés ou observés pour confirmer son existence, sa population et son cycle de vie.

## Taxonomie

### Publication originale
L'espèce Conus colmani a été décrite pour la première fois en 1990 par les malacologistes Dieter Röckel (d) (1922-2015) et Werner Korn dans la publication intitulée « Acta Conchyliorum »,.

### Synonymes
- Asprella colmani (Röckel & Korn, 1990) · non accepté
- Conus (Eremiconus) colmani Röckel & Korn, 1990 · appellation alternative
- Eremiconus colmani (Röckel & Korn, 1990) · non accepté

## Identifiants taxonomiques
Chaque taxon catalogué par les bases de données biologiques et taxonomiques possède un identifiant qui permet d'établir un point de référence. Les identifiants de Conus colmani dans les principales bases sont les suivants :
AFD : Conus_(Eremiconus)_colmani - CoL : XX74 - GBIF : 5795743 - iNaturalist : 431918 - IRMNG : 10528209 - TAXREF : 94352 - UICN : 192777 - WoRMS : 426461